# 耶尔科·马里尼奇·克拉吉奇
耶尔科·马里尼奇·克拉吉奇（1991年1月24日—），克罗地亚男子水球运动员。他曾代表克罗地亚参加2024年夏季奥林匹克运动会水球比赛，获得一枚银牌。